# Tunezja

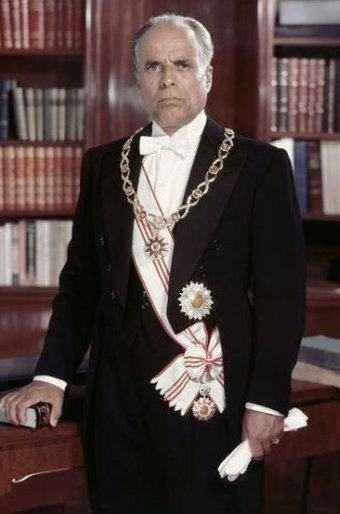
Habib Burgiba był pierwszym prezydentem Tunezji, rządził krajem w latach 1957-1987

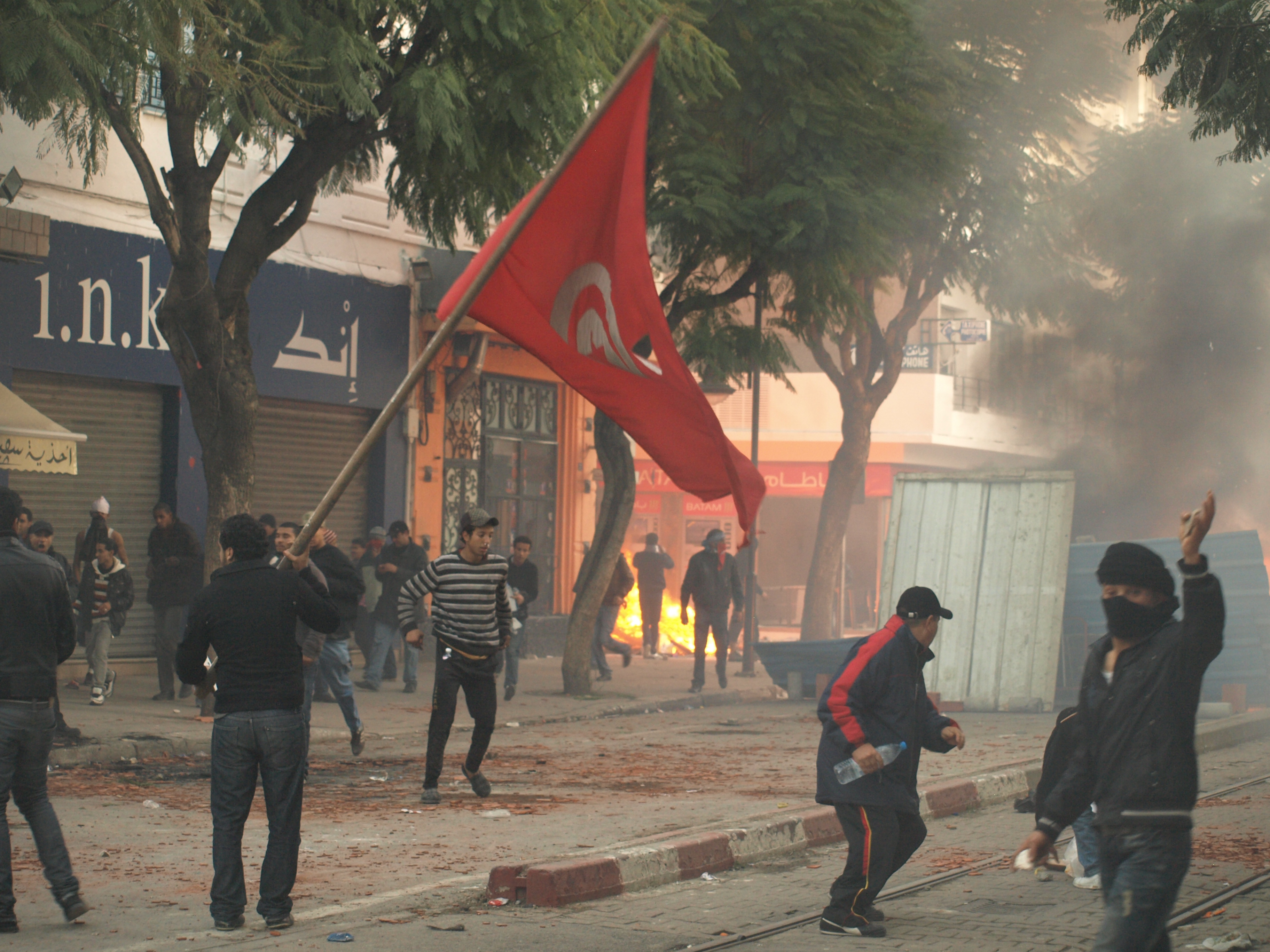
Zamieszki uliczne podczas Jaśminowej Rewolucji

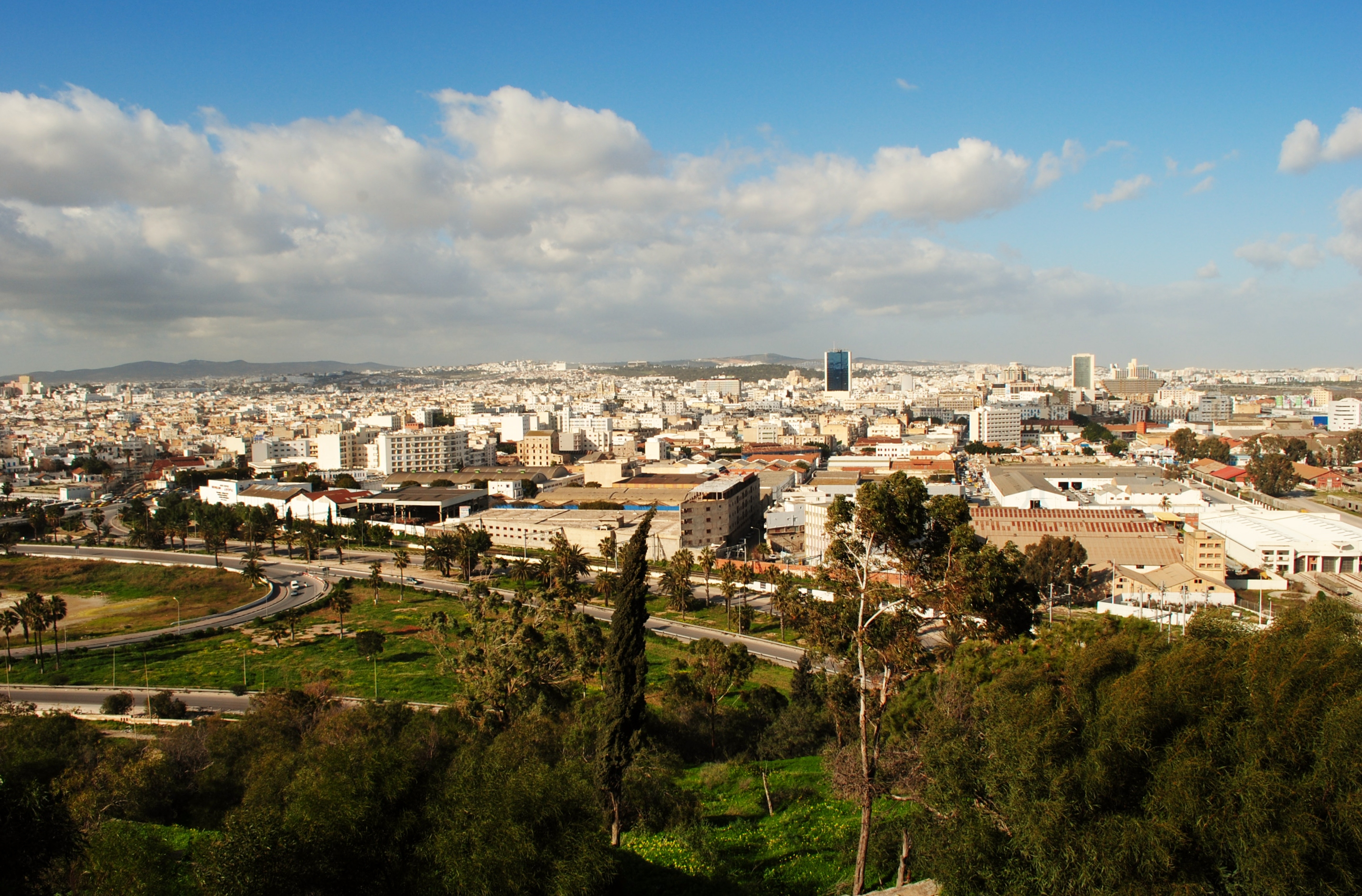
Tunis

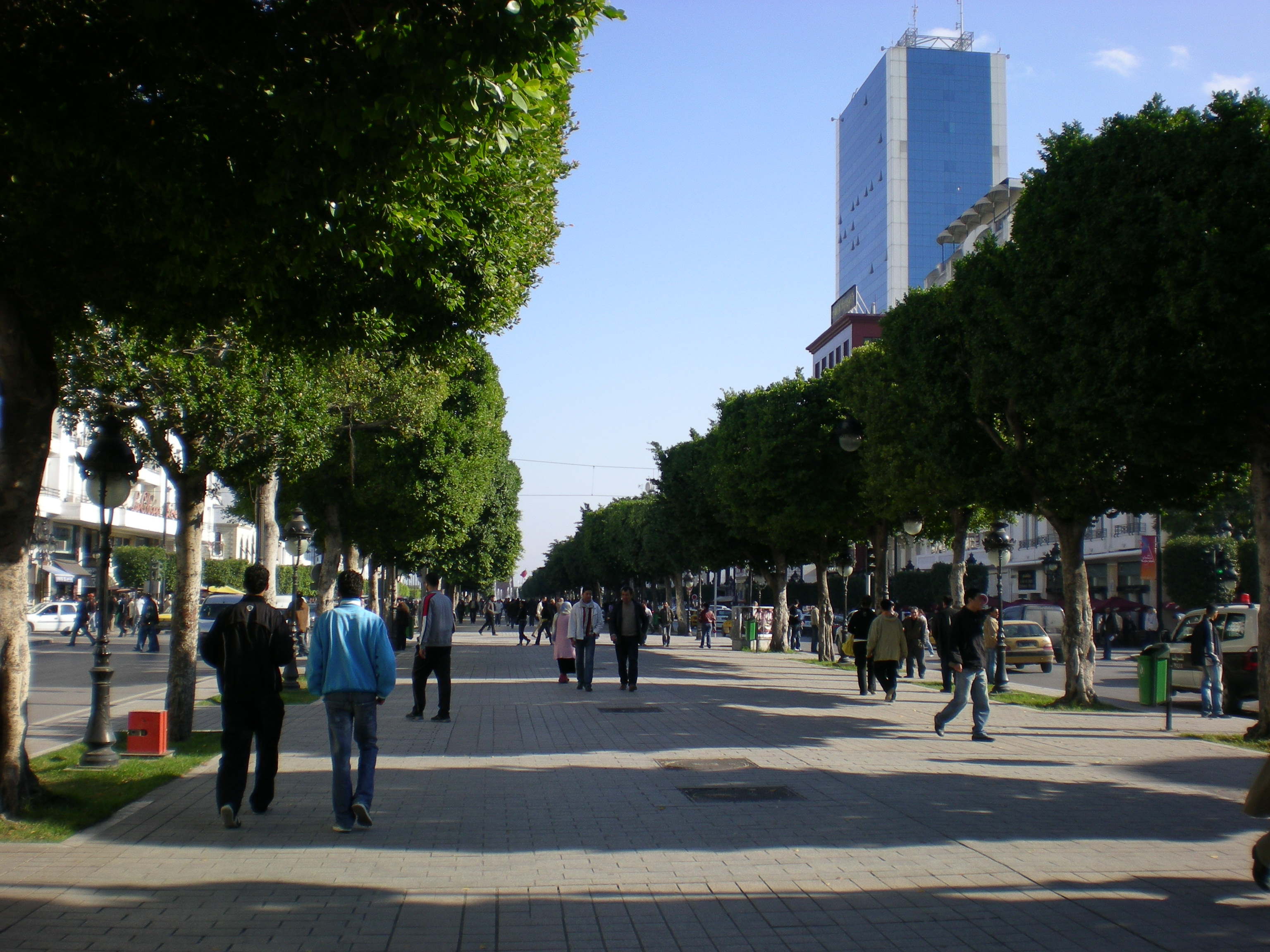
Centrum Tunisu

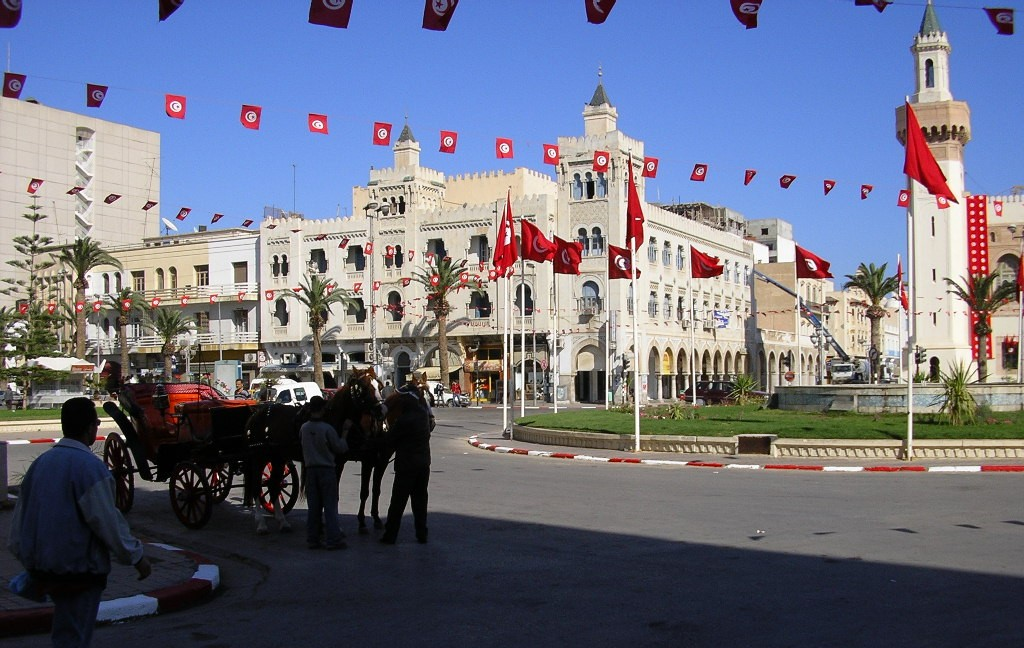
Safakis

Amfiteatr w Al-Dżamm

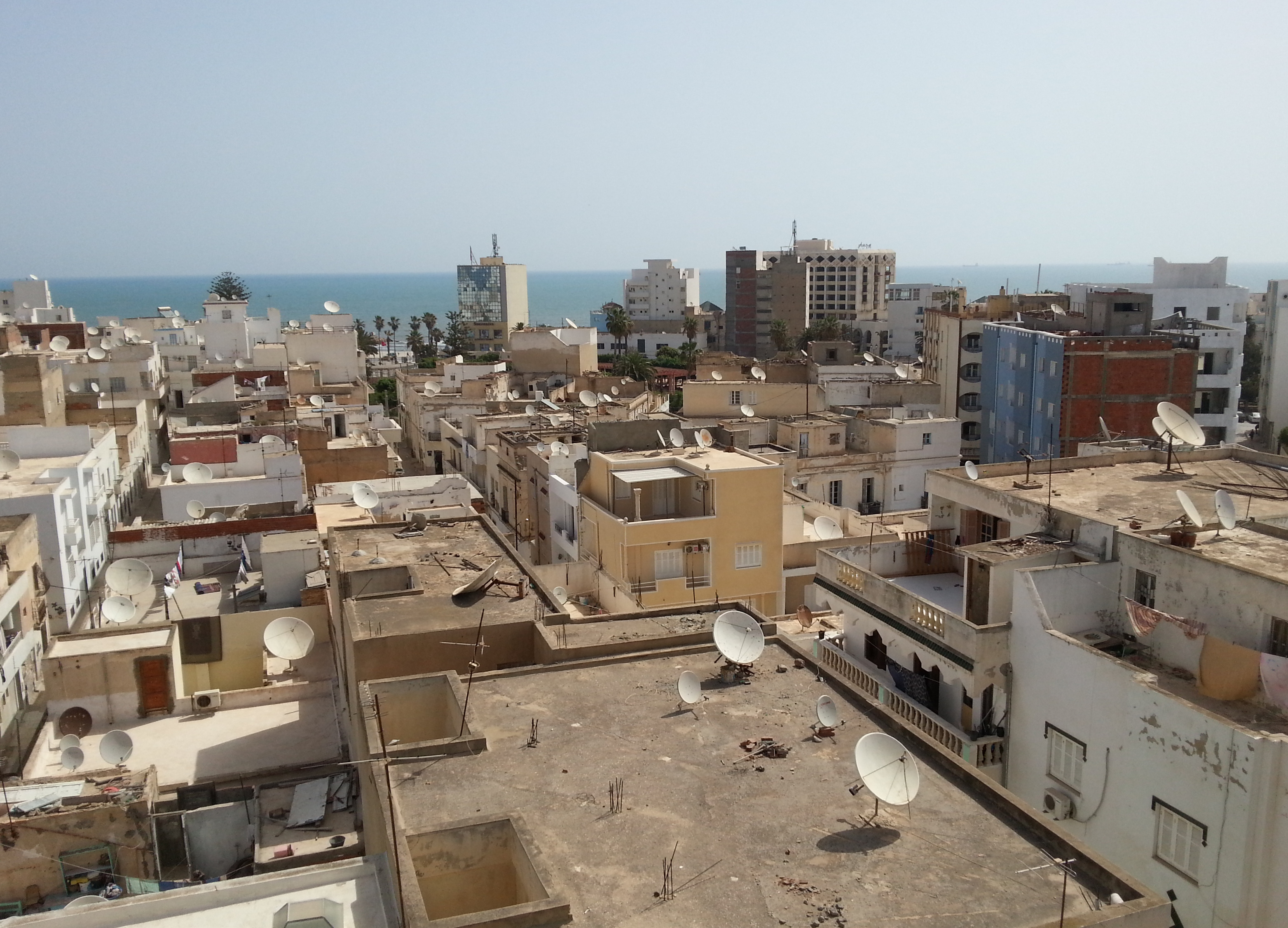
Susa

Tunezja (arab. ‏تونس‎, trb. Tunis), oficjalnie Republika Tunezyjska (arab. الجمهورية التونسية, fr. République tunisienne, trb. Al-Dżumhurija at-Tunisija, wymowaⓘ) – państwo leżące w północnej Afryce, nad Morzem Śródziemnym. Graniczy z Algierią i Libią. W latach 1881–1956 pod protektoratem Francji. Od 12 listopada 1956 w ONZ, a od 1 października 1958 członek Ligi Państw Arabskich. Stolicą kraju jest Tunis, a inne większe miasta to: Safakis, Arjana, Bizerta (Banzart), Kabis (Gabés), Susa (Sousse).

## Geografia

### Położenie
Tunezja położona jest w Afryce Północnej i zajmuje powierzchnię wielkości połowy Polski. Wybrzeże Tunezji na północy i wschodzie opływa Morze Śródziemne. Północ kraju jest górzysta i gęsto zalesiona. Im dalej na południe, ukształtowanie terenu zmienia się w coraz bardziej płaskie i suche aż do obszaru szottów (słone jeziora, zazwyczaj wyschnięte) wyznaczających początek strefy saharyjskiej.

### Klimat
Na wybrzeżu klimat śródziemnomorski. Na wschodnim wybrzeżu bardziej suchy. Na północy występuje klimat podzwrotnikowy, od pośredniego między morskim a kontynentalnym, na południu zwrotnikowy skrajnie suchy-kontynentalny.

## Historia
Na przełomie III i II tysiąclecia p.n.e. na obszar obecnej Tunezji nastąpił napływ ludów koczowniczych ze wschodu i południa Afryki. W II tysiącleciu p.n.e. rozpoczęła się kolonializacja fenicka, najważniejszą kolonię stanowiła Kartagina. W wyniku wojen punickich obszar Kartaginy został włączony w skład Imperium Rzymskiego. W V wieku n.e. Rzymianie zostali wyparci przez germańskich Wandalów, którzy z kolei zostali pokonani w połowie VI wieku przez Bizancjum. W drugiej połowie VII w. Tunezję podbili Arabowie, którzy zislamizowali kraj. W 1574 roku kraj włączono do Imperium Osmańskiego. Od 1590 roku realna władza należała do bejów, którzy jedynie formalnie uznawali zwierzchnictwo osmańskie. Wybrzeże stało się bazą wypadową piratów.
W XIX wieku coraz bardziej intensywna penetracja mocarstw europejskich zakończona w 1881 roku ustanowieniem w Tunezji protektoratu francuskiego. Od początku okupacji francuskiej rozwijał się ruch antykolonialny. W latach 20. narodziły się partie polityczne, w tym partia Destur. W trakcie II wojny światowej Tunezja dostała się pod okupację włosko-niemiecką i stała się obszarem walk. Od 1943 roku ponownie w rękach Francji. Po zakończeniu wojny na sile przybrała walka o niepodległość. Toczyła się ona głównie za pomocą metod politycznych, nie obeszło się jednak także bez niepodległościowej działalności partyzanckiej. W 1951 roku podpisano porozumienie z Francją, które regulowało zarządzanie krajem. W 1954 roku Tunezja uzyskała autonomię wewnętrzną a w 1956 roku niepodległość. W 1957 roku ustanowiono republikę. Ostatni żołnierze francuscy wycofali się z Tunezji w 1963 roku.
Rządy w niepodległej Tunezji objęła Neo-Destur i prezydent Habib Burgiba. Rządy Neo-Destur wiązały się z polityką niezaangażowania, współpracą z państwami Zachodu oraz umacnianiem więzi gospodarczych i politycznych z Francją. W latach 70. wystąpiły wewnętrzne problemy natury gospodarczej i politycznej. W 1974 roku parlament zapewnił Burgibie dożywotnią prezydenturę. W 1979 roku do Tunisu przeniesiono siedzibę Ligi Państw Arabskich. Po zamieszkach z przełomu lat 70. i 80. władze dopuściły do działalności inne partie. W 1987 roku Burgiba został odsunięty od władzy przez generała Zajna al-Abidina ibn Alego ogłoszonego następnie prezydentem. W 1996 roku Tunezja nawiązała relacje dyplomatyczne z Izraelem na najniższym szczeblu (jako czwarte państwo arabskie).
14 stycznia 2011 roku ibn Ali uciekł z kraju pod wpływem rozpoczętych 17 grudnia 2010 masowych protestów społecznych. Po wydarzeniach arabskiej wiosny, 23 października 2011 odbyły się wybory do Zgromadzenia Konstytucyjnego, które miało pełnić rolę tymczasowego parlamentu. Zwyciężyła w nich konserwatywna Partia Odrodzenia (Hizb an-Nahda) zdobywając 41,47% głosów. 13 grudnia 2011 na nowego prezydenta kraju został zaprzysiężony Al-Munsif al-Marzuki, przywódca partii Kongres Republiki.
Na podstawie uchwalonej 27 stycznia 2014 nowej konstytucji, 26 października 2014 odbyły się wybory parlamentarne do Zgromadzenia Przedstawicieli Ludowych, w których zwyciężyła laicka partia Wezwanie Tunezji (wywodząca się ze środowiska dawnych współpracowników ibn Alego). W wyborach prezydenckich, które odbyły się 23 listopada i 21 grudnia 2014 były premier Al-Badżi Ka’id as-Sibsi zdobył 55,68% głosów w drugiej turze i pokonał urzędującego prezydenta Al-Munsifa al-Marzukiego, który otrzymał 44,32% głosów. 31 grudnia 2014 as-Sibsi został oficjalnie zaprzysiężony na stanowisku głowy państwa.
18 marca 2015 doszło w Tunisie do zamachu terrorystycznego przeprowadzonego przez bojowników Państwa Islamskiego na turystów zwiedzających Muzeum Bardo. Śmierć poniosły 23 osoby, obywatele wielu państw świata.

## Ustrój polityczny

### System polityczny
Republika Tunezyjska jest krajem o systemie semiprezydenckim. Według konstytucji uchwalonej 27 stycznia 2014 przez tunezyjskie Zgromadzenie Konstytucyjne głową państwa jest prezydent, władzę wykonawczą sprawuje prezydent oraz rząd kierowany przez premiera, władzę ustawodawczą stanowi jednoizbowy parlament – Zgromadzenie Przedstawicieli Ludowych.

### Podział administracyjny
Tunezja jest podzielona na 24 gubernatorstwa zwane wilajami. Gubernatorstwa dzielą się dalej na łącznie 262 dystrykty, one zaś – na gminy.

## Siły zbrojne
Tunezja dysponuje trzema rodzajami sił zbrojnych: wojskami lądowymi, marynarką wojenną oraz siłami powietrznymi. Uzbrojenie sił lądowych Tunezji składało się w 2014 roku z: 350 czołgów, 900 opancerzonych pojazdów bojowych, 68 dział samobieżnych oraz 170 zestawów artylerii holowanej. Marynarka wojenna Tunezji dysponowała w 2014 roku 25 okrętami obrony wybrzeża oraz sześcioma okrętami obrony przeciwminowej. Tunezyjskie siły powietrzne z kolei posiadały w 2014 roku uzbrojenie w postaci m.in. 12 myśliwców, 87 samolotów transportowych, 40 samolotów szkolno-bojowych oraz 75 śmigłowców.
Armia tunezyjska w 2014 roku liczyła 40,5 tys. żołnierzy zawodowych oraz 12 tys. rezerwistów. Według rankingu Global Firepower (2014) tunezyjskie siły zbrojne stanowią 66. siłę militarną na świecie, z rocznym budżetem na cele obronne w wysokości 550 mln dolarów (USD).

## Gospodarka

### Główne gałęzie gospodarki
Główne gałęzie gospodarki to: rolnictwo, przemysł wydobywczy (m.in. fosforyty), przemysł naftowy, turystyka, przemysł odzieżowy.

### Program gospodarczy
Do lat 60. Tunezja była jednym z głównych eksporterów ropy naftowej i gazu ziemnego. W połowie lat 80. XX w. został zapoczątkowany program zmian strukturalnych w gospodarce kraju, który był wspierany przez Bank Światowy i Międzynarodowy Fundusz Walutowy. Program realizował m.in. liberalizację cen i handlu zagranicznego, a także dalszą prywatyzację przedsiębiorstw należących do państwa.

### Statystyki gospodarcze
- Dochód narodowy na jednego mieszkańca – 6600 USD
- Inflacja – 5,3% (2017), 3,7% (2016)
- Zadłużenie – 11,5 mld USD
- Obroty w handlu zagranicznym:
  - eksport: 6,6 mld USD
  - import: 8,9 mld USD
- Główni partnerzy – Niemcy 24%, Włochy 17%, Francja 14%, inni 45%

## Transport i łączność
- Długość linii kolejowych: 2260 km
  - połączenia krajowe oraz z Algierią i Marokiem
- Długość dróg samochodowych: 29,2 tys. km

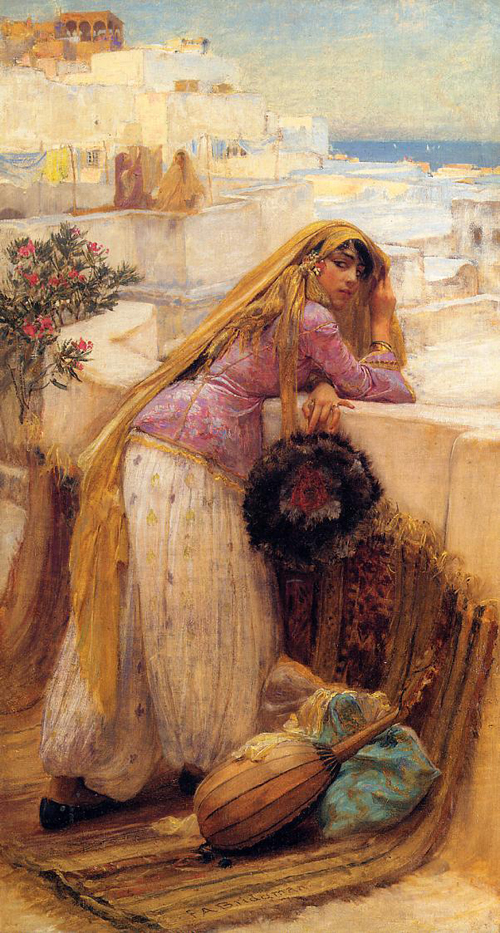
Tunezyjczyk na tarasie, 1885

- Porty morskie
  - Tunis
  - Radis
  - Bizerta
  - Susa
  - Tunezyjczyk na tarasie, 1885Safakis
  - Kabis
  - Dżardżis
- Linie lotnicze
  - Tunisair
  - Tuniter
  - Nouvelair
  - Karthago Airlines
- Porty lotnicze
  - Tunis
  - Safakis
  - Dżerba-Zarzis
  - Monastyr
  - Tauzar
  - Tabarka
  - Enfidha-Hammamet

## Demografia

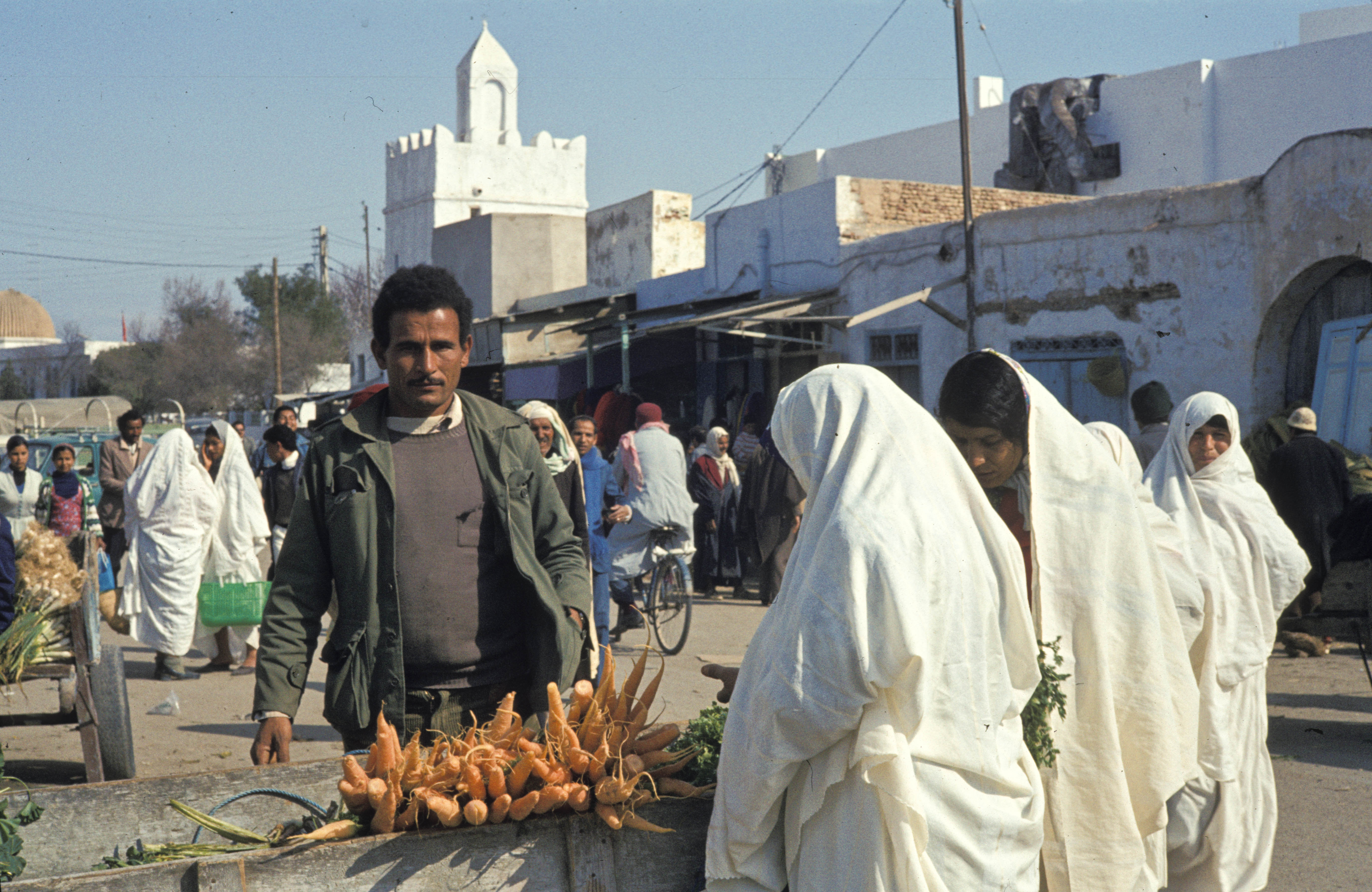
Tunezyjski bazar

### Ludność
Dane demograficzne i socjologiczne:
| 2010                         | 2010         |
| ---------------------------- | ------------ |
| Liczba ludności              | 10 673 800   |
| Gęstość zaludnienia          | 67,7 os./km² |
| Ludność miejska              | 66,1%        |
| Przyrost naturalny           | 1,29%        |
| Ludność według wieku (%)     |              |
| 0 – 14                       | 23,7         |
| 15 – 29                      | 28,5         |
| 30 – 59                      | 37,9         |
| ponad 60                     | 9,9          |
| Średnia długość życia (lata) |              |
| Całej populacji              | 74,3         |
| Mężczyzn                     | 72           |
| Kobiet                       | 77           |
| 2005                         |              |
| Poziom wykształcenia (%)     |              |
| Bez szkoły                   | 23,5         |
| Podstawowy                   | 36,6         |
| Średni                       | 32,2         |
| Wyższy                       | 7,7          |

Struktura etniczna:

Arabowie 98%

Europejczycy 1%

Żydzi i inni 1%.

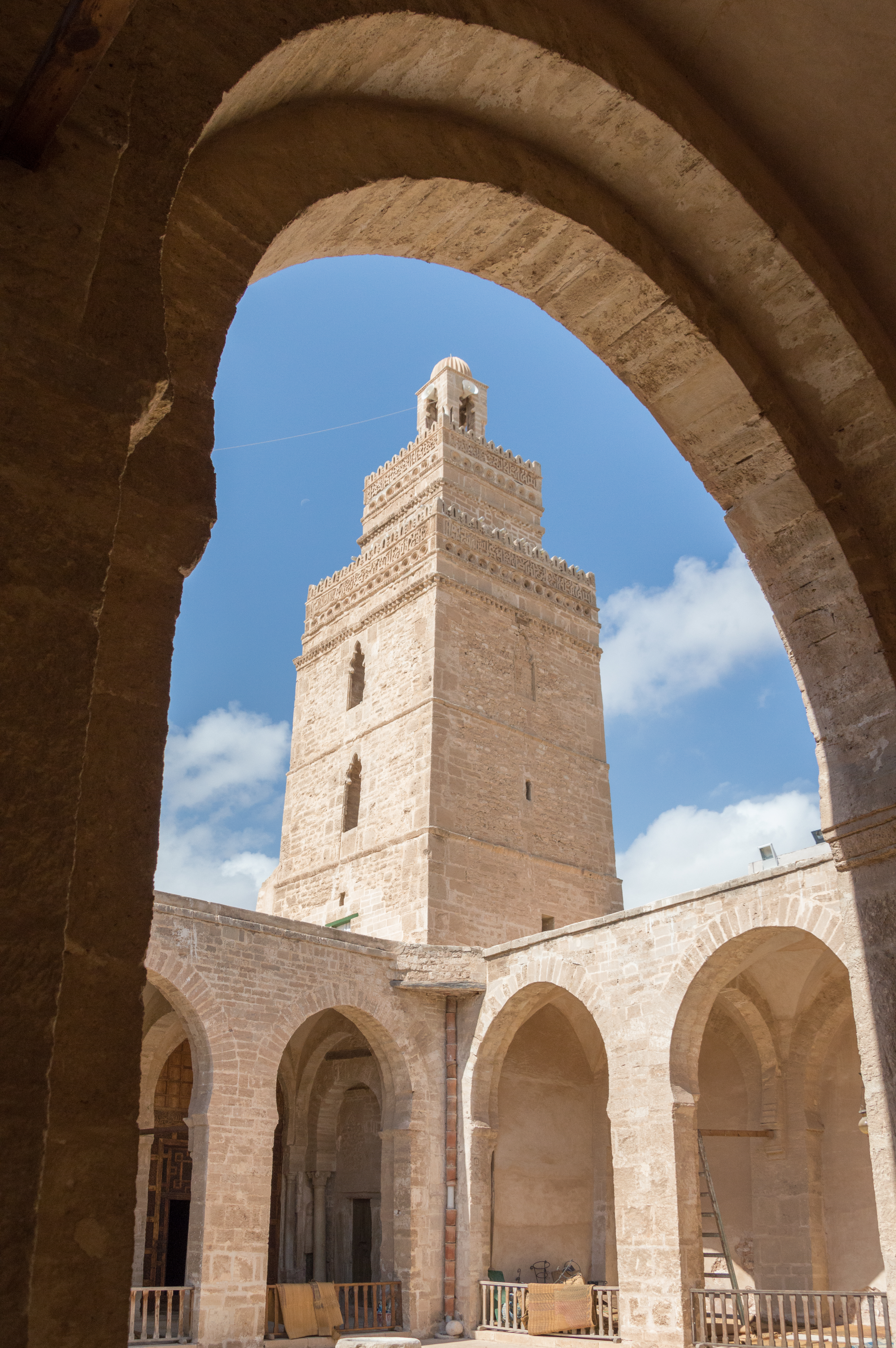
Wielki Meczet w Safakis

Struktura siły roboczej w podziale na sektory:

rolnictwo i rybołówstwo 17,7%

przemysł, kopalnie, energetyka, budownictwo i roboty publiczne 33%

handel i usługi 49,3%.

### Religia
Struktura religijna w 2020 roku, według The ARDA:
- islam – 99,5%
- niereligijni – 0,27%
- chrześcijaństwo – 0,2% (w większości katolicy, ale także ewangelikalni, prawosławni i inni)
- bahaizm – 0,02%
- judaizm – 0,02%.

### Języki
- Oficjalny: arabski,
- Powszechnie stosowane: francuski, angielski, włoski[14].

## Kultura i życie
Tunezyjczycy mieli swój narodowy strój w kolorze bordowym: kamizelka, spodnie i czapeczka podobna do tureckiego fezu.

### Sztuka
Na terenie Tunezji zachowały się ryty naskalne, ceramika z okresu późnego paleolitu, mezolitu oraz neolitu (ok. 6000 p.n.e.); sztukę staroż. reprezentują ruiny budowli rzymskich (m.in. w Dugga, Al-Dżamm, Kartaginie), a także wyroby fenickie (stele, sarkofagi) odkryte na terenie dawnych miast punickich (m.in. Kartagina, Utyka, Susa); w południowej części Tunezji występują zabytki związane z kulturą Berberów. Tunezja była ośr. sztuki starochrześc. (Kartagina) i bizant. (resztki kościołów, mury w Kasr Hilal); w VII w. pojawiła się sztuka islamu (meczety z dziedzińcami i prostokątnymi minaretami, m.in. Kairuan, Tunis, Safakis, Susa, Tauzar; madrasy, obwarowania); od XVI w. wznoszono na wzór tur. meczety kopułowe. W XIX w. rozpoczął się proces europeizacji sztuki tunezyjskiej; rodzimy charakter zachowało arab. rzemiosło artystyczne.

### Nauka
Oficjalnie podaje się, że 19% budżetu państwa przeznaczane jest na naukę i oświatę. Statystyki nie podają jednak, ile jest wyższych uczelni w Tunezji.
Uniwersytety znajdują się w miejscowościach przemysłowych i dobrze rozwiniętych, jak Sfax czy Tunis.

### Obyczaje
Tunezja jest najbardziej liberalnym krajem arabskim, o czym świadczą m.in. rozbudowane prawa kobiet. Kobiety zawdzięczają to pierwszej żonie Habiba Burgiby, która była Francuzką. Niektórzy uważają, że to ona przekonała męża do kilku wielkich reform, m.in. zniesienia wielożeństwa, zniesienia noszenia tradycyjnych chust przez kobiety (Burgiba nazwał te chusty wstrętnymi szmatami), kontrolowania rozwodów przez sądy (w tym równych praw do dzieci), dopuszczenia kobiet do szkół, parlamentu, władzy i innych form życia publicznego. Jednak należy zauważyć, że we Francji aż do 1970 roku (do wejścia w życie ustawy z dnia 4 czerwca 1970) obowiązywało tzw. puissance paternelle, to znaczy tylko ojcu przysługiwała władza rodzicielska po rozwodzie.
W 1967 roku Bourgiba zalegalizował również aborcję, obecnie jest ona dostępna na życzenie kobiety i bezpłatna. Istnieje również legalna prostytucja oraz domy publiczne.
Tunezyjskie kobiety stanowią prawie 12% członków Tunezyjskiej Izby Deputowanych i ponad 20% członków rad miejskich. Odgrywają również znaczącą rolę w rządzie i dyplomacji (w tym m.in. na takich stanowiskach, jak gubernatorzy prowincji, prezydenci miast, sekretarze stanu, ambasadorowie itp.). Młode kobiety stanowią 55% studentów na uniwersytetach.
Z drugiej jednak strony, nadal istnieją pewne konserwatywne miasta – na południu kraju, gdzie zachowywane są stare obyczaje. Dziewcząt nie obowiązuje jednak zakaz chodzenia samej po ulicach. Ponadto w bardzo tradycyjnych rodzinach kobiety chodzą w ubraniach zakrywających nogi i ramiona, szczególnie kiedy wybierają się do meczetu.
W 2017 Parlament Tunezji przyjął przełomowe przepisy mające na celu zwalczanie przemocy wobec kobiet w kraju. Usunięto między innymi prawo, które zwalniało gwałciciela z odbywania kary jeśli poślubi on ofiarę.
Od 2018 roku kobiety posiadają także równe prawo do dziedziczenia spadku (poprzednie prawo dopuszczało kobiety do dziedziczenia jedynie połowy tego, co mężczyźni). Zeznania kobiety i mężczyzny w tunezyjskim sądzie mają taką samą wartość prawną, kobieta posiada również takie samo prawo do otrzymania opieki nad dziećmi po rozwodzie.

### Święta narodowe
- 20 marca – Dzień Niepodległości (1956) – rocznica odzyskania przez Tunezję niepodległości.
- 25 lipca – Święto Republiki (1957) – rocznica objęcia przez Habiba Burgibę urzędu prezydenta.
- 13 sierpnia – Tunezyjski Dzień Kobiet

### Miejsca wpisane dolisty światowego dziedzictwa UNESCO
- Pozostałości miasta punickiego i rzymskiego w Kartaginie – od 1979
- Medyna w Tunisie ze starą zabudową mieszkalną, handlową oraz licznymi meczetami i pałacami – od 1984
- Medyna w Susie. Zespół zabytkowy (resztki budowli fenickich, rzymskich, bizantyjskich oraz budowle islamu) – od 1988
- Medyna w Kairuanie, zabytki islamu – od 9 grudnia 1988
- amfiteatr w Al-Dżamm – od 1979
- Miasto punickie Karkawan z nekropolą – od 1985
- ruiny rzymskiego miasta Dougga – od 1997
- Park Narodowy Aszkal – od 1980